# 蓝头佛法僧
蓝头佛法僧（学名：Coracias abyssinicus）是佛法僧属的一种鸟类，生活于撒哈拉沙漠南缘萨赫勒地区的稀树草原等开阔地区。该鸟大部分身体为蓝色，背部为褐色，以昆虫和啮齿类为食。

## 外貌描述
蓝头佛法僧是一种大型佛法僧鸟，全长28—30厘米，重99.5—140克，背部为红棕色，躯干大部分为淡蓝色，翅膀部分为深蓝色。成鸟相比幼鸟有一条约12厘米长的尾羽，颜色也更为鲜艳。成年蓝头佛法僧无两性异形现象，亦不会随地区分布有明显的外观差异。该鸟的叫声为尖锐的“啊”声或类似于乌鸦的嘎嘎声。

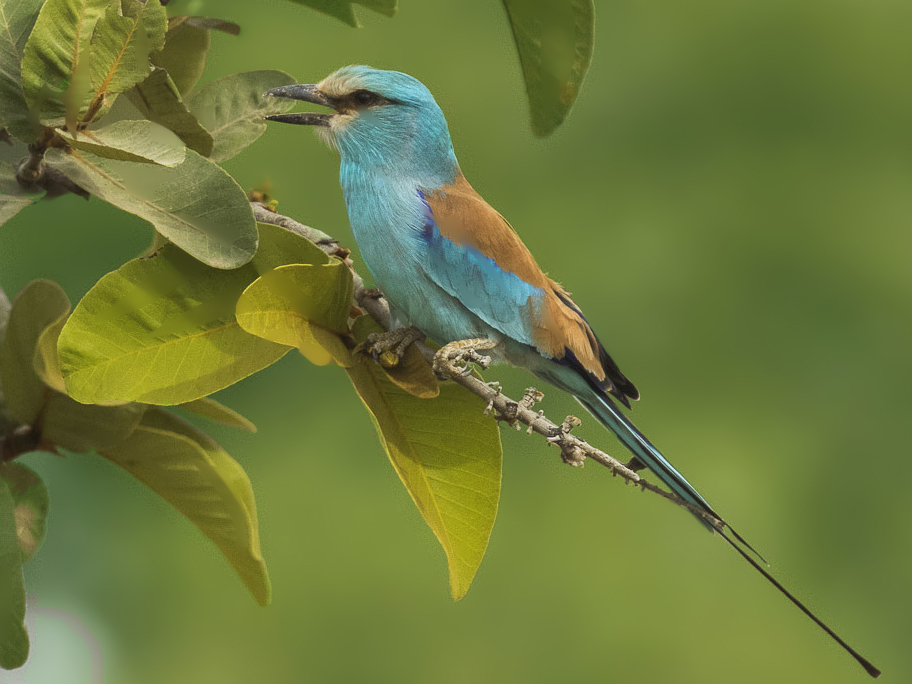
栖于树上的蓝头佛法僧，摄于冈比亚

## 物种分布
蓝头佛法僧广布于撒哈拉沙漠南部的萨赫勒地区。其分布西至塞内加尔和毛里塔尼亚南部，东至埃塞俄比亚、索马里与肯尼亚北部。此外，该鸟亦曾作为迷鸟出现在吉布提、埃及和利比亚等国。蓝头佛法僧在其分布范围内大部分地区为留鸟，但其分布范围北端的种群会在雨季迁徙至南方的栖息地。

## 生态与习性

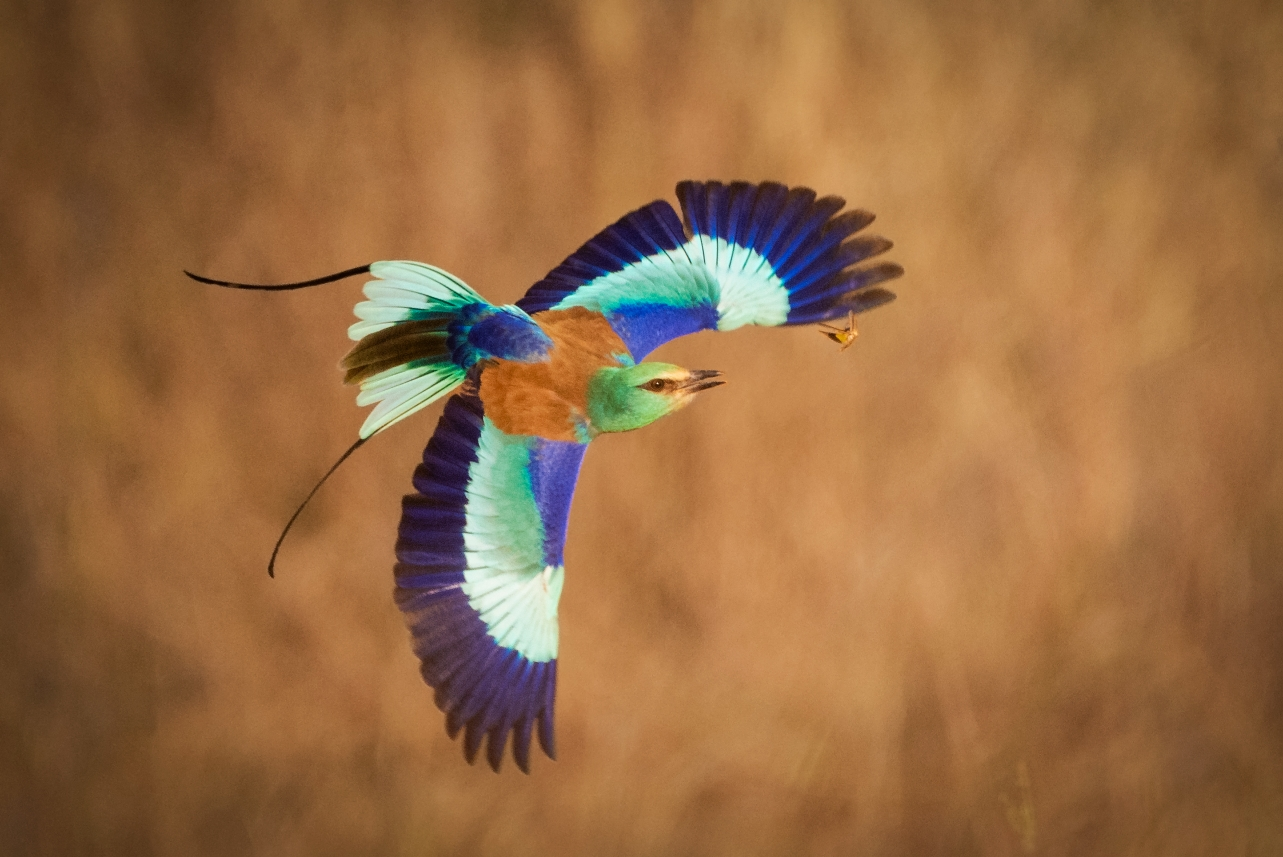
追逐昆虫的蓝头佛法僧

蓝头佛法僧多生活于稀树草原、农田等开阔地形。该鸟捕食习性类似于伯劳，会在树木、电线杆等高处停留，待猎物经过后俯冲而下。其猎物主要为大型昆虫以及啮齿类。此外，蓝头佛法僧会飞入森林火灾的烟雾捕食惊慌逃窜的猎物。该鸟性格刚猛，会攻击靠近巢穴的人类或其他动物。蓝头佛法僧的求偶动作类似于凤头麦鸡，会不断扭动身体并转身。此鸟多在建筑物或树木的小洞内筑巢，一次产卵3—6枚。

## 种群现状
由于蓝头佛法僧十分适应在农田等环境生活，其种群数量正在上升，加之其分布范围广泛，IUCN将其评为无危。